# فرنسيسكو خافيير غارسيا سانز
فرنسيسكو خافيير غارسيا سانز (بالألمانية: Francisco Javier García Sanz) (و. 1957  م) هو شخصية أعمال إسباني، ولد في مدريد.